# Wijken en buurten in Texel
De Nederlandse gemeente Texel is voor statistische doeleinden onderverdeeld in wijken en buurten. De gemeente is verdeeld in de volgende statistische wijken:
- Wijk 00 Het Oude Land en duingebied (CBS-wijkcode:044800)
- Wijk 01 Het Nieuwe Land (CBS-wijkcode:044801)

Een statistische wijk kan bestaan uit meerdere buurten. Onderstaande tabel geeft de buurtindeling met kentallen volgens het Centraal Bureau voor de Statistiek (2008):
| CBS-buurtcode | Buurtnaam                                             | Inwonertal | Opp. totaal (ha) | Opp. land (ha) | Ligging                |
| ------------- | ----------------------------------------------------- | ---------- | ---------------- | -------------- | ---------------------- |
| BU04480000    | Den Burg                                              | 6300       | 258              | 258            | Locatie in de gemeente |
| BU04480001    | De Koog                                               | 1020       | 287              | 286            | Locatie in de gemeente |
| BU04480002    | Oosterend                                             | 950        | 101              | 101            | Locatie in de gemeente |
| BU04480003    | De Waal                                               | 250        | 35               | 35             | Locatie in de gemeente |
| BU04480004    | Oudeschild                                            | 1290       | 117              | 114            | Locatie in de gemeente |
| BU04480005    | Den Hoorn                                             | 510        | 79               | 79             | Locatie in de gemeente |
| BU04480007    | Verspreide huizen Op Het Oude Land                    | 1020       | 4079             | 4021           | Locatie in de gemeente |
| BU04480008    | Verspreide huizen De Kuil, Hoornder Nieuwland         | 260        | 745              | 741            | Locatie in de gemeente |
| BU04480009    | Verspreide huizen De Koog en het Duingebied           | 480        | 5456             | 5378           | Locatie in de gemeente |
| BU04480100    | De Cocksdorp                                          | 550        | 105              | 99             | Locatie in de gemeente |
| BU04480107    | Verspreide huizen in de polders Eierland en Eendracht | 670        | 3551             | 3515           | Locatie in de gemeente |
| BU04480108    | Verspreide huizen in de polder Het Noorden            | 150        | 861              | 824            | Locatie in de gemeente |
| BU04480109    | Verspreide huizen in de polders Burger Nieuwland      | 100        | 814              | 803            | Locatie in de gemeente |